# 擬狹葉泥炭蘚
擬狹葉泥炭蘚（学名：Sphagnum cuspidatulm）为泥炭蘚科泥炭蘚屬下的一个种。

## 扩展阅读
- 維基物種上的相關：擬狹葉泥炭蘚